# Heather Rae Young
Heather Rae Young (Anaheim, California; 16 de septiembre de 1987) es una modelo estadounidense que ha protagonizado el póster central de la revista Playboy.
Heather se crio en la pequeña localidad de Running Springs en las montañas de San Bernardino en California. Su primer trabajo fue a trabajar como camarera en una pizzería local. Por otra parte, la joven también trabajó como corrector en el billete de Snow Valley Resort y como vendedora en una tienda de videos. Dejó Running Springs poco después de cumplir los 18 años. En junio de 2008 Heather asistió a un casting de Playboy. Young fue llamada de nuevo para ver algunas fotos de prueba y fue presentado por primera vez en el sitio web de "Playboy Cyberclub" en los Hechos Lounge pictóricas en agosto de 2009. Ella fue elegida posteriormente para ser la Playmate del Mes en febrero de 2010 de la revista famosa para hombres. Además, Heather también ha trabajado como un traje de baño, glamour, y el modelo de ropa interior: Ha sido un modelo de radios para el Capitán Morgan, Smirnoff, Baileys y José Cuervo, que plantea, tanto para el 2010 calendario Import Tuner y el calendario de 2011 Fechas rápido, fue aparece en una campaña publicitaria para la línea de ropa Affliction, y ha modelado para clientes tales como baño Calao, Gafas DSO, lencería Carrie Amber, Lencería Hustler, Traje de baño Superstar, y el 7 de ropa interior hasta la medianoche. Young hizo una aparición especial interpretando Tina en The Baby y en un episodio de la serie de comedia televisiva Hasta que la muerte.